# Romigny

Romigny este o comună în departamentul Marne, Franța. În 2009 avea o populație de 199 de locuitori.